# Бабаева, Айбяниз Джалал кызы
Айбяниз Джалал кызы Бабаева (азерб. Aybəniz Cəlal qızı Babayeva; род. 24 августа 1988) — азербайджанская спортсменка, стрелок-паралимпиец (пулевая стрельба), серебряная призёрка чемпионата мира 2023 года, бронзовая призёрка чемпионата Европы 2023 года. Будет представлять Азербайджан на летних Паралимпийских играх 2024 в Париже.

## Биография
Айбяниз Джалал кызы Бабаева родилась 24 августа 1988 года. Окончила юридический факультет Бакинского государственного университета.
В июне 2022 года отправилась на Кубок мира, который проходил во французском городе Шатору.
В мае 2023 года выступила на международном турнире в Ганновере, где выиграла бронзу в командном турнире вместе с Еленой Тарановой и Камраном Зейналовым на дистанции 50 м, а в соревнованиях по стрельбе на расстояние 10 метров из пневматического пистолета (P2) заняла второе место.
В начале июля 2023 года на Гран-при в сербском городе Нови-Сад Бабаева в соревнованиях по стрельбе на дистанции 10 метров, набрав 544 очка, завоевала бронзовую медаль.
В августе 2023 года стала бронзовой призёркой чемпионата Европы в Роттердаме в стрельбе на 10 м.
В сентябре 2023 года на чемпионате мира по пулевой стрельбе среди паралимпийцев в Лиме Зейналов в паре с Камраном Зейналовым взяла серебро в стрельбе с 10 метров (P6, mix).
В феврале 2024 года завоевала лицензию на летние Паралимпийские игры 2024.